# Grgo Ilijić
Grgo Ilijić, riportato talvolta come Hilijić o Ilić e noto anche come fra Gregorio da Vareš (in latino frater Gregorius a Varess, in serbo-croato fratar Grgo iz Vareša o Varešanin; Vareš, 18 ottobre 1736 – Kraljeva Sutjeska, 1º marzo 1813), è stato un vescovo cattolico e scrittore bosniaco.

## Biografia
Grgo Ilijić nacque il 18 ottobre 1736 a Vareš, nel vilayet di Bosnia dell'Impero ottomano.
Nel 1752 entrò nel seminario del convento francescano di Kraljeva Sutjeska per poi andare a completare i suoi studi di filosofia e teologia in Italia. Tornato a Sutjeska, assunse il ruolo di insegnante dei novizi e successivamente divenne padre guardiano del convento. Fino al 1774 fu inoltre parroco di vari villaggi della zona.
Dal 1774 al 1777 fu segretario provinciale di Bono Benić, ministro provinciale della provincia francescana della Bosnia Argentina. Nel 1783 il seguente ministro provinciale Augustin Botoš-Okić, prossimo alla nomina a vicario apostolico della Bosnia ottomana, raccomandò Ilijić come proprio successore a papa Pio VI, che accolse il suggerimento. La sua designazione non fu però ben accolta dai suoi confratelli: la sua nomina infatti, così come quella del suo predecessore, era stata fortemente voluta e sostenuta dalla Monarchia asburgica, che intendeva sfruttare la capillare diffusione dei francescani in Bosnia per aumentare la propria influenza nella regione. La tensione crebbe ulteriormente nel 1784, quando Ilijić tentò di implementare unilateralmente una serie di drastiche riforme, tra cui l'abolizione del tradizionale privilegio degli ex provinciali di prendere parte alle votazioni nelle assemblee. Questa riforma incontrò l'opposizione dell'intero consiglio plenario della Provincia, che fece rimostranza direttamente al papa. Per questo motivo nel 1785 Pio VI si vide costretto a sospenderlo dall'incarico di ministro provinciale e a chiederne le dimissioni l'anno seguente. Grazie all'intervento di Vienna tuttavia, Ilijić fu nominato definitore generale, potendo così continuare ad avere voce in capitolo nell'amministrazione della Provincia.
Nel 1793, grazie al sostegno di Botoš Okić e del canonico di Macarsca Ivan Josip Pavlović Lučić, fu nuovamente nominato ministro provinciale e nel 1796 ricevette dal pontefice la nomina a vescovo titolare di Ruspe, divenendo al contempo coadiutore dello stesso Botoš-Okić. Ricevette la consacrazione episcopale a Macarsca l'anno successivo dalle mani del vescovo Fabiano Blascovich. Nel 1798, quando il suo predecessore andò in pensione, gli succedette come vicario apostolico di Bosnia. Forte della nuova autorità vescovile poté finalmente implementare il suo piano di riforme: riscrisse il codice di comportamento del clero, aumentando le pene per chi non lo seguiva; introdusse nuove norme per l'educazione dei novizi francescani e per l'insegnamento del catechismo; istituì nuove parrocchie, nonostante le proteste della Provincia che sosteneva di avere un numero troppo esiguo di sacerdoti per poterle occupare tutte; tentò inoltre di abolire il rito glagolitico, ma le forti proteste del clero rurale e la già citata scarsità di sacerdoti lo portarono a desistere.
Grgo Ilijić morì presso il convento di Kraljeva Sutjeska il 1º marzo 1813.

## Attività letteraria

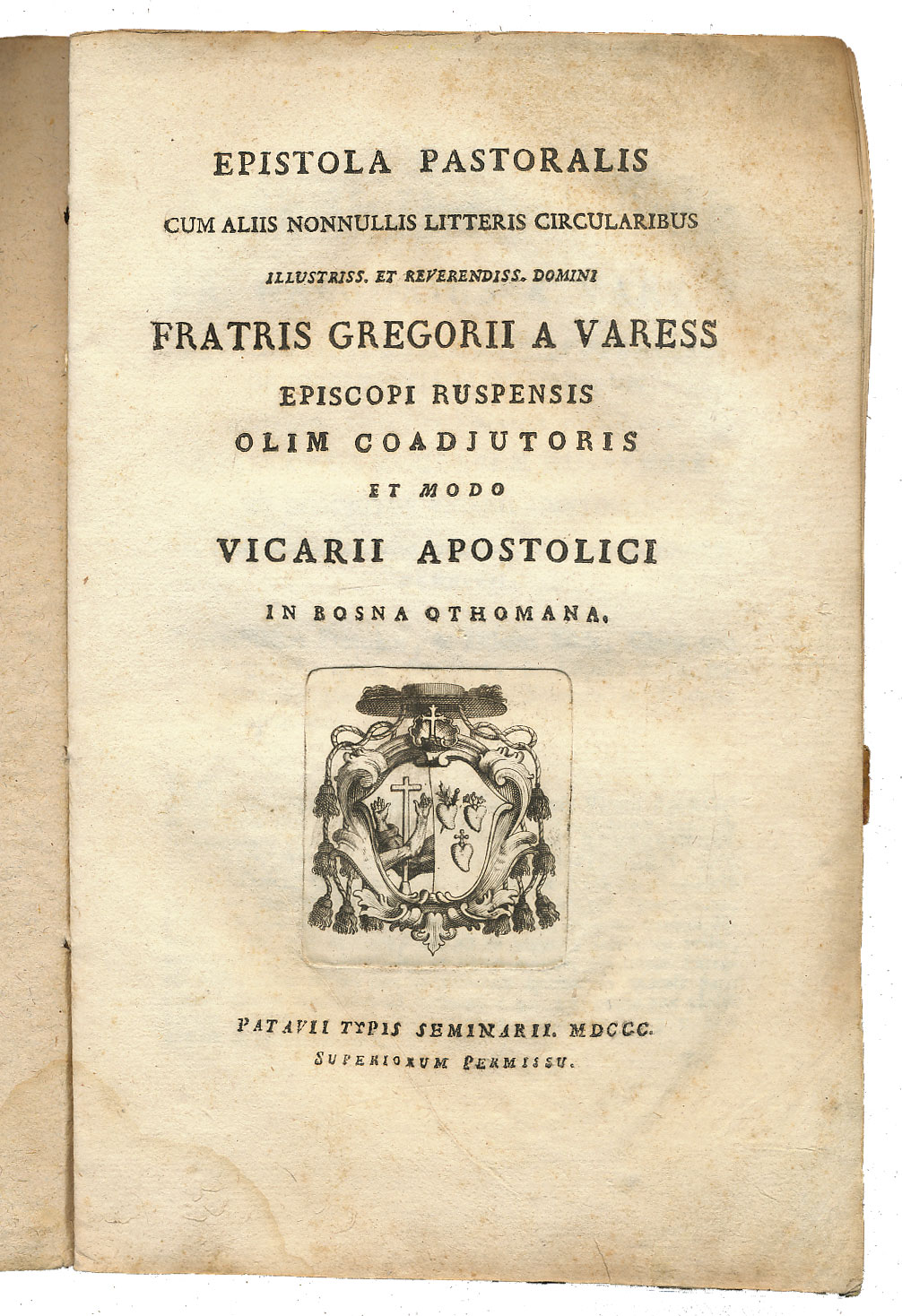
Frontespizio di una delle raccolte di lettere pastorali di Grgo Ilijić, Padova, 1800

Durante tutto il suo episcopato, Grgo Ilijić scrisse e pubblicò un gran numero di libri di natura pastorale e teologica, sia in latino sia in lingua slava. Si trattava principalmente di raccolte di suoi sermoni o di sue lettere e circolari pastorali, ma anche di alcune traduzioni in serbo-croato degli scritti di Alessandro Borgia. In tutte queste opere Ilijić si firmò "frater Gregorius a Varess" (in latino) o "fratar Grgo iz Vareša" (in slavo), ossia "fra Gregorio da Vareš".

## Genealogia episcopale
La genealogia episcopale è:
- Cardinale Scipione Rebiba
- Cardinale Giulio Antonio Santori
- Cardinale Girolamo Bernerio, O.P.
- Arcivescovo Galeazzo Sanvitale
- Cardinale Ludovico Ludovisi
- Cardinale Luigi Caetani
- Cardinale Ulderico Carpegna
- Cardinale Paluzzo Paluzzi Altieri degli Albertoni
- Cardinale Gaspare Carpegna
- Cardinale Fabrizio Paolucci
- Cardinale Francesco Barberini
- Cardinale Angelo Maria Querini, O.S.B.Cas.
- Cardinale Lodovico Calini
- Arcivescovo Giovanni Carsana
- Vescovo Fabiano Blascovich
- Vescovo Grgo Ilijić, O.F.M. Obs